# Бёйрёктузское месторождение каменной соли
Бёйрёктузское месторождение каменной соли находится на территории Ак-Талинского района Нарынской области Кыргызстана.
Месторождение находится в Акталинском районе в 4 — 4,5 км к юго-западу от устья реки Алабуга.
Мощность соленосно-гипсоносной свиты 90 — 100 м. В верхней части разреза залегает пласт каменной соли мощностью 6 — 7 м, длиной 200 м. Сложено разнозернистой крупно- и мелкокристаллической солью. Содержание хлорида натрия в разновидностях солей изменяется от 28,91 до 92,24 %. Соль сильно насыщена гипсом.
Кроме пласта каменной соли, в свите имеется пласт глауберитоносных пород мощностью около 5 м. Содержание глауберита 63 — 85 %.
Каменная соль может разрабатываться открытым способом.
Полоса неогеновых соленосных отложений прослеживается к юго-западу от месторождения Бёйрёк-Туз по левобережью реки Алабуги до устья реки Улутуз. Ширина выхода соленосных отложений 3 — 4 км, длина до 50 км. Соленосные отложения по всей полосе замыты и покрыты слоем делювия. В долинах рек Ак-Терек и Минджылкы в 6 км к юго-западу от месторождения Бёйрёк-Туз, в толще соленосных отложений выделено 7 глауберитоносных горизонтов, мощность которых достигает 1,5 — 6 м, а содержание глауберита от 82 до 94 %. В 6 км юго-западной долины реки Ак-Терек обнажаются 5 глауберитовых горизонтов, покрытых с поверхности выцветами сульфата натрия. В самой нижней части соленосной толщи выходит несколько прослоев каменной соли, загрязненной включениями глины.